# Faouzi Rouissi
Faouzi Rouissi (Tunisi, 20 marzo 1971) è un ex calciatore tunisino, di ruolo attaccante.

## Carriera

### Club
Ha giocato nel campionato tunisino (vinto per 3 volte), in quello francese, saudita, tedesco e emiratino.

### Nazionale
Con la maglia della Nazionale ha esordito nel 1989, collezionando 49 presenze e 13 reti in dodici anni, oltre al due partecipazioni alla Coppa d'Africa.